# Сан-Луис-ду-Парайтинга
Сан-Луис-ду-Парайтинга (порт. São Luiz do Paraitinga) — муниципалитет в Бразилии, входит в штат Сан-Паулу. Составная часть мезорегиона Вали-ду-Параиба-Паулиста. Входит в экономико-статистический микрорегион Параибуна/Парайтинга. Население составляет 10 804 человека на 2006 год. Занимает площадь 617,148 км². Плотность населения — 17,5 чел./км².

## История
Город основан 8 мая 1769 года.

## Статистика
- Валовой внутренний продукт на 2003 составляет 49.819.083,00 реалов (данные: Бразильский институт географии и статистики).
- Валовой внутренний продукт на душу населения на 2003 составляет 4.685,77 реалов (данные: Бразильский институт географии и статистики).
- Индекс развития человеческого потенциала на 2000 составляет 0,754 (данные: Программа развития ООН).